# Сквозь столетия
«Сквозь столе́тия» — второй студийный альбом российской пауэр-метал группы «Арктида», который вышел на лейбле Metalism Records 3 апреля 2011 года.

## Об альбоме
В декабре 2009 года вышла кавер-версия русской народной песни «Ой, мороз, мороз». 20 июня 2010 года группа презентовала мини-альбом «Не стоит слёз», все композиции которого впоследствии были включены в альбом «Сквозь столетия».
В данный альбом вошли 16 композиций, в числе которых кавер-версия композиции «EagleHeart» группы Stratovarius, песни с «Не стоит слёз» и бонус-трек — кавер-версия русской народной песни «Ой, мороз, мороз», записанный для проекта «Соль» Нашего радио. Презентация альбома состоялась 3 апреля 2011 года.

## Список композиций
| №   | Название                                           | Текст песни    | Музыка                          | Длительность |
| --- | -------------------------------------------------- | -------------- | ------------------------------- | ------------ |
| 1.  | «На полпути к бессмертью»                          | Т. Белянчикова | Д. Машков                       | 3:35         |
| 2.  | «Кто сотворил?»                                    | К. Савченко    | К. Савченко                     | 4:04         |
| 3.  | «Не стоит слёз»                                    | Д. Бурлаков    | Д. Машков                       | 4:27         |
| 4.  | «Другая земля»                                     | Т. Белянчикова | Д. Машков                       | 3:54         |
| 5.  | «Орлиное сердце» (EagleHeart (Stratovarius cover)) | Тимо Толкки    | Тимо Котипелто                  | 3:24         |
| 6.  | «Грань добра и зла»                                | К. Савченко    | К. Савченко                     | 3:53         |
| 7.  | «Поднимайся»                                       | Т. Белянчикова | Д. Машков                       | 3:47         |
| 8.  | «Там, где небо выше»                               | Т. Белянчикова | Д. Бурлаков                     | 3:30         |
| 9.  | «Активная линия (Девочка-гей)»                     | К. Савченко    | К. Савченко                     | 3:00         |
| 10. | «Ты — моя радость»                                 | И. Дуббинин    | К. Савченко                     | 2:53         |
| 11. | «Печаль»                                           | Т. Белянчикова | Д. Машков                       | 4:26         |
| 12. | «Стена времён»                                     | Т. Белянчикова | Д. Машков                       | 3:33         |
| 13. | «Дорога домой»                                     | Т. Белянчикова | Д. Машков                       | 3:06         |
| 14. | «Позови меня»                                      | Т. Белянчикова | Д. Машков                       | 3:17         |
| 15. | «Я вернусь»                                        | В. Лебедев     | Д. Бурлаков                     | 4:31         |
| 16. | «Ой, мороз, мороз» (бонус)                         |                | Мария Павловна Морозова-Уварова | 2:47         |

## Участники записи
| Денис      | Бурлаков   | — гитара     |
| Дмитрий    | Машков     | — клавишные  |
| Валерий    | Золотаев   | — бас-гитара |
| Александр  | Овчинников | — ударные    |
| Константин | Савченко   | — вокал      |